# Сандер Сагосен
Сандер Сагосен (норв. Sander Sagosen; Трондхејм, 14. септембар 1995) норвешки је рукометаш и репрезентативац који тренутно игра за норвешки Колштад на позицији средњег бека. Каријеру је започео 2012. у Норвешкој да би 2017. потписао за француски Париз Сен Жермен. На лето 2020. постао је нови играч Кила да би се у лето 2023. године вратио у Колштад.
За репрезентацију је дебитовао 2013. године године против Хрватске, а три године касније имао је деби на великом такмичењу током Европског првенства у Пољској. Норвешка је на том турниру освојила четврто место, а Сагосен је уврштен у екипу турнира као најбољи средњи бек. Са репрезентацијом Норвешке освојио је сребрену медаљу на Светском првенству 2017. у Француској и 2019. у Данској и Њемачкој и бронзу на Европском првенству 2020. на којем је био најбољи стрелац првенства са 65 голова што је уједно и рекорд по броју датих голова на једном Европском првенству.
Године 2018. страница Handball-Planet.com прогласила га је најбољим играчем на свету.

## Награде и признања
- Handball-Planet најбољи играч на свету: 2018.
- Најбољи тим на Светском првенству: 2017, 2019.
- Најбољи тим на Европском првенству: 2016, 2018, 2020.
- Најбољи тим на ЕХФ Лиге шампиона: 2018.
- Најбољи стрелац на Европском првенству: 2020.
- Најбољи стрелац Данске лиге: 2017.
- Handball-Planet најбољи млади играч на свету: 2015, 2016, 2017.

## Клупски трофеји

### Олборг
- Првенство Данске: 2017.

### Париз Сен Жермен
- Првенство Француске (3) : 2018, 2019, 2020.
- Куп Француске (1) : 2018.
- Лига куп Француске (2) : 2018, 2019.
- Суперкуп Француске (1) : 2019.

### Кил
- Првенство Немачке (2) : 2021, 2023.
- Куп Немачке (1) : 2022.
- Суперкуп Немачке (3) : 2020, 2021, 2022.
- ЕХФ Лига шампиона (1) : 2020.